# Chances (Backstreet Boys)
Chances è un singolo del gruppo musicale statunitense Backstreet Boys, pubblicato il 9 novembre 2018 come secondo estratto dal nono album in studio DNA.

## Descrizione
Il 29 ottobre 2018, i Backstreet Boys hanno invitato i fan a scoprire il titolo del singolo successivo a Don't Go Breaking My Heart, cercandolo in formato GIF su Instagram. Sui canali social del gruppo sono state pubblicate in anteprima alcune frasi del ritornello e foto del backstage del video musicale del brano, fino alla pubblicazione ufficiale avvenuta il 9 novembre 2018 in formato download digitale sui principali store online e il video in streaming. Insieme al singolo, i Backstreet Boys hanno ufficializzato titolo e data di pubblicazione del nono album DNA, in uscita il 25 gennaio 2019 e hanno annunciato anche le date del DNA World Tour.
Il brano è stato co-scritto da Ryan Tedder, frontman degli OneRepublic e dal cantante canadese Shawn Mendes ed è stato presentato per la prima volta dal vivo  il 13 novembre 2018 nel programma televisivo statunitense The Voice.

## Video musicale
Il videoclip, diretto da Rene Elizondo e da AJ McLean, è stato girato il 9 ottobre 2018. È il racconto di una storia d'amore che nasce da una serie di circostanze casuali. Alla Union Station di Los Angeles che ricorda un set cinematografico, una giovane ragazza perde il treno pur di aiutare una donna a cui è caduta la spesa, mentre nello stesso momento un ragazzo perde il medesimo treno per recuperare il suo cellulare anch'esso accidentalmente caduto per terra. Il giovane nota la ragazza e, innamoratosi, la segue sperando in un approccio che avverrà quando, seduti l'uno di fronte all'altra, il ragazzo prenderà e restituirà il libro della ragazza cadutole di mano. Da lì la scintilla che porterà i due ad essere improvvisamente trasformati in ballerini e trasportati alla biglietteria diventata un salone, dove danzeranno l'ultimo ritornello della canzone. Il finale del video mostra l'eventualità in cui i due giovani, seduti di spalle alla stazione, non si fossero mai notati. I Backstreet Boys compaiono nel video in abiti eleganti, facendo da cornice alla storia sia in primo piano sia come normali comparse.

## Classifiche

### Classifica settimanale
| Classifica (2018-19)                  | Posizione più alta |
| ------------------------------------- | ------------------ |
| Canada Digital Song Sales (Billboard) | 4                  |
| USA Digital Song Sales (Billboard)    | 11                 |
| USA Adult Top 40 (Billboard)          | 19                 |
| USA Adult Contemporary (Billboard)    | 29                 |